# La Trinchera (Soná)
La Trinchera es un corregimiento del distrito de Soná, en la provincia de Veraguas, República de Panamá. Su creación fue establecida mediante Ley 3 del 6 de febrero de 2018, siendo segregado del corregimiento de Guarumal. Su cabecera es Trinchera.